# Verbesina portlandiana
Verbesina portlandiana là một loài thực vật có hoa trong họ Cúc. Loài này được Proctor miêu tả khoa học đầu tiên năm 1967.